# Taking Chance - Il ritorno di un eroe
Taking Chance - Il ritorno di un eroe (Taking Chance) è un film per la TV del 2009 diretto da Ross Katz, con protagonista Kevin Bacon, che racconta la drammatica avventura (realmente accaduta) del maggiore Michael Strobl.

## Trama
Michael Strobl è un Tenente Colonnello del Corpo dei Marines statunitense. Dopo la morte del soldato Chance Phelps, avvenuta in seguito a un'imboscata a Ramadi (Iraq) il 9 aprile 2004 quando aveva solo 19 anni, si sente in dovere di scortarne la salma da Dover, luogo in cui vengono ricomposte le salme dei Soldati caduti, alla città in cui Phelps viveva nel Wyoming. Dal momento in cui gli viene concesso l'incarico al momento in cui il Tenente Colonnello Strobl fa rientro a casa, sono innumerevoli i segnali di cordoglio che il popolo americano riserva ai propri Caduti.

## Riconoscimenti
- 2010 - Golden Globe
  - Miglior attore protagonista (Kevin Bacon)